# LNFA 2014
La LNFA 2014 fue la vigésima temporada de la Liga Nacional de Fútbol Americano, la competición de fútbol americano más importante de España, y se disputó en 2014. Badalona Dracs ganó su sexto título, al imponerse en la final a Valencia Firebats por 24-18. El running back americano Curtis Cannon fue escogido MVP de esta final de la XX LNFA.
En la temporada 2014 se mantuvo el sistema de competición que se inició en la temporada 2012, aunque cambiando de denominación la LNFA Elite, que pasó a denominarse Serie A. Solamente los integrantes de la Serie A optaron al título de campeón de la Liga. 
En la Serie A compitieron los seis mejores equipos de España. Los cuatro equipos mejor clasificados en ella disputaron el play-off por el título nacional. El quinto clasificado disputa una promoción por la permanencia con el segundo clasificado del resto de conferencias. El sexto clasificado desciende de la Serie A automáticamente.
El resto de equipos de la LNFA se agrupan en la Serie B divididos en tres conferencias (Norte, Este y Sur), una menos que la temporada pasada, ya que desaparece la conferencia Centro.
Los campeones de cada conferencia obtienen los tres primeros lugares del ranking en los play-offs, según los resultados obtenidos, seguidos de los tres segundos y los dos mejores terceros clasificados. El campeón de la Serie B consigue el ascenso a la Serie A la próxima temporada, mientras que el subcampeón disputa un partido de promoción ante el quinto clasificado de la Serie A.
Por primera vez en la historia de la liga, también habrá play-offs en la parte baja de la clasificación, entre los seis últimos equipos de la fase regular, ya que a partir de la próxima edición habrá una Serie C que se creará con los tres equipos que desciendan de la Serie B y con los nuevos equipos que se quieran incorporar a la LNFA. Por lo tanto, solamente el noveno clasificado verá terminada su temporada con la liga regular.

## Serie A
- Badalona Dracs
- Valencia Firebats
- Rivas Osos
- L'Hospitalet Pioners
- Granada Lions
- Valencia Giants

### Resultados temporada regular
|                      | DRA   | FIR   | OSO   | PIO   | LIO   | GIA   |
| Badalona Dracs       |       | 46-8  | 27-21 | 9-24  | 41-22 | 31-6  |
| Valencia Firebats    | 20-21 |       | 28-0  | 14-29 | 40-32 | 14-6  |
| Rivas Osos           | 21-28 | 34-15 |       | 41-16 | 28-6  | 17-10 |
| L'Hospitalet Pioners | 27-47 | 13-21 | 19-28 |       | 33-15 | 35-6  |
| Granada Lions        | 25-54 | 6-38  | 24-28 | 0-53  |       | 0-37  |
| Valencia Giants      | 10-42 | 7-21  | 21-11 | 43-15 | 41-6  |       |

### Clasificación
| Leyenda                                  |
| ---------------------------------------- |
| Clasificados para Playoffs por el título |
| Juega promoción por la permanencia       |
| Descendido automáticamente               |

| Equipo               | Ganados | Perdidos | Empatados | Puntos a favor | Puntos en contra | Diferencia |
| -------------------- | ------- | -------- | --------- | -------------- | ---------------- | ---------- |
| Badalona Dracs       | 9       | 1        | 0         | 346            | 184              | 162        |
| Valencia Firebats    | 6       | 4        | 0         | 219            | 194              | 25         |
| Rivas Osos           | 6       | 4        | 0         | 229            | 194              | 35         |
| L'Hospitalet Pioners | 5       | 5        | 0         | 264            | 224              | 40         |
| Valencia Giants      | 4       | 6        | 0         | 187            | 192              | -5         |
| Granada Lions        | 0       | 10       | 0         | 136            | 393              | -257       |

#### Playoffs por el título
El primer clasificado en temporada regular juega contra el cuarto y el segundo contra el tercero:
|  | Semifinal | Semifinal            | Semifinal         |                   |                | Final          | Final | Final |  |
|  |           |                      |                   |                   |                |                |       |       |  |
|  |           |                      |                   |                   |                |                |       |       |  |
|  | #1        | Badalona Dracs       | 38                |                   |                |                |       |       |  |
|  | #1        | Badalona Dracs       | 38                |                   |                |                |       |       |  |
|  | #4        | L'Hospitalet Pioners | 20                |                   |                |                |       |       |  |
|  | #4        | L'Hospitalet Pioners | 20                |                   | Badalona Dracs | Badalona Dracs | 24    |       |  |
|  |           |                      |                   |                   | Badalona Dracs | Badalona Dracs | 24    |       |  |
|  |           |                      | Valencia Firebats | Valencia Firebats | 18             |                |       |       |  |
|  | #2        | Valencia Firebats    | Valencia Firebats | Valencia Firebats | 18             | 22             |       |       |  |
|  | #2        | Valencia Firebats    |                   |                   |                | 22             |       |       |  |
|  | #3        | Rivas Osos           | 12                |                   |                |                |       |       |  |
|  | #3        | Rivas Osos           | 12                |                   |                |                |       |       |  |
|  |           |                      |                   |                   |                |                |       |       |  |

## Serie B

### Conferencia Norte
- Las Rozas Black Demons
- Coslada Camioneros
- Santurce Coyotes
- Cantabria Bisons
- Gijón Mariners

#### Resultados temporada regular
|                        | BLA   | CAM   | COY  | BIS  | MAR   |
| Las Rozas Black Demons |       | 18-6  | 20-0 | 42-0 | 35-6  |
| Coslada Camioneros     | 14-12 |       | 34-9 | 39-0 | 8-0   |
| Santurce Coyotes       | 10-21 | 6-8   |      | 30-0 | 10-0  |
| Cantabria Bisons       | 0-32  | 7-26  | 6-49 |      | 12-51 |
| Gijón Mariners         | 23-28 | 16-14 | 11-0 | 62-2 |       |

### Conferencia Este
- Zaragoza Hurricanes
- Barcelona Búfals
- Reus Imperials
- Zaragoza Hornets
- Barberá Rookies

#### Resultados temporada regular
|                     | HUR   | BUF  | IMP  | HOR  | ROO  |
| Zaragoza Hurricanes |       | 0-27 | 0-48 | 16-0 | 0-10 |
| Barcelona Búfals    | 14-0  |      | 7-21 | 10-0 | 34-6 |
| Reus Imperials      | 14-10 | 26-7 |      | 61-0 | 6-0  |
| Zaragoza Hornets    | 8-14  | 0-26 | 6-35 |      | 9-6  |
| Barberá Rookies     | 25-6  | 9-0  | 19-8 | 21-0 |      |

### Conferencia Sur
- Murcia Cobras
- Sueca Ricers
- Alicante Sharks
- Mallorca Voltors

En esta conferencia, el quinto equipo que la componía, Sevilla Linces, renunció a disputar la liga antes del comienzo de la temporada.

#### Resultados temporada regular
|                  | COB   | LIN | RIC  | SHA  | VOL   |
| Murcia Cobras    |       | -   | 47-0 | 61-0 | 12-26 |
| Sevilla Linces   | -     |     | -    | -    | -     |
| Sueca Ricers     | 8-19  | -   |      | 44-0 | 8-13  |
| Alicante Sharks  | 7-44  | -   | 17-7 |      | 6-25  |
| Mallorca Voltors | 19-12 | -   | 40-0 | 54-6 |       |

##### Clasificación
| Leyenda                                   |
| ----------------------------------------- |
| Juega eliminatorias por el pase a Serie A |
| Juega eliminatorias por el pase a Serie C |

| Equipo                 | Ganados-Perdidos | % Victorias | Puntos a favor | Puntos en contra | Diferencia |
| ---------------------- | ---------------- | ----------- | -------------- | ---------------- | ---------- |
| Mallorca Voltors       | 6-0              | 100         | 17             | 44               | 133        |
| Reus Imperials         | 7-1              | 87,5        | 220            | 49               | 171        |
| Las Rozas Black Demons | 7-1              | 87,5        | 208            | 59               | 149        |
| Coslada Camioneros     | 6-2              | 75          | 149            | 68               | 81         |
| Murcia Cobras          | 4-2              | 66,7        | 195            | 60               | 135        |
| Barcelona Búfals       | 5-3              | 62,5        | 125            | 62               | 63         |
| Barberá Rookies        | 5-3              | 62,5        | 95             | 63               | 32         |
| Gijón Mariners         | 4-4              | 50          | 169            | 109              | 60         |
| Santurce Coyotes       | 3-5              | 37,5        | 114            | 100              | 14         |
| Zaragoza Hurricanes    | 2-6              | 25          | 46             | 147              | -101       |
| Sueca Ricers           | 1-5              | 16,7        | 67             | 136              | -69        |
| Alicante Sharks        | 1-5              | 16,7        | 36             | 235              | -199       |
| Zaragoza Hornets       | 1-7              | 12,5        | 23             | 188              | -165       |
| Cantabria Bisons       | 0-8              | 0           | 27             | 331              | -304       |

### Eliminatorias
Eliminatorias por el pase a la Serie A
|  | Cuartos de final | Cuartos de final       | Cuartos de final       |                        |                  | Semifinal        | Semifinal | Semifinal |  |                  | Final            | Final | Final |  |
|  |                  |                        |                        |                        |                  |                  |           |           |  |                  |                  |       |       |  |
|  |                  |                        |                        |                        |                  |                  |           |           |  |                  |                  |       |       |  |
|  | #1               | Mallorca Voltors       | 7                      |                        |                  |                  |           |           |  |                  |                  |       |       |  |
|  | #1               | Mallorca Voltors       | 7                      |                        |                  |                  |           |           |  |                  |                  |       |       |  |
|  | #8               | Gijón Mariners         | 0                      |                        |                  |                  |           |           |  |                  |                  |       |       |  |
|  | #8               | Gijón Mariners         | 0                      |                        | Mallorca Voltors | Mallorca Voltors | 13        |           |  |                  |                  |       |       |  |
|  |                  |                        |                        |                        | Mallorca Voltors | Mallorca Voltors | 13        |           |  |                  |                  |       |       |  |
|  |                  |                        | Murcia Cobras          | Murcia Cobras          | 6                |                  |           |           |  |                  |                  |       |       |  |
|  | #4               | Coslada Camioneros     | Murcia Cobras          | Murcia Cobras          | 6                | 26               |           |           |  |                  |                  |       |       |  |
|  | #4               | Coslada Camioneros     |                        |                        |                  |                  |           |           |  |                  |                  |       |       |  |
|  | #5               | Murcia Cobras          | 31                     |                        |                  |                  |           |           |  |                  |                  |       |       |  |
|  | #5               | Murcia Cobras          | 31                     |                        |                  |                  |           |           |  | Mallorca Voltors | Mallorca Voltors | 9     |       |  |
|  |                  |                        |                        |                        |                  |                  |           |           |  | Mallorca Voltors | Mallorca Voltors | 9     |       |  |
|  |                  |                        | Reus Imperials         | Reus Imperials         | 7                |                  |           |           |  |                  |                  |       |       |  |
|  | #2               | Reus Imperials         | Reus Imperials         | Reus Imperials         | 7                | 20               |           |           |  |                  |                  |       |       |  |
|  | #2               | Reus Imperials         |                        |                        |                  |                  |           |           |  |                  |                  |       |       |  |
|  | #7               | Barberá Rookies        | 0                      |                        |                  |                  |           |           |  |                  |                  |       |       |  |
|  | #7               | Barberá Rookies        | 0                      |                        | Reus Imperials   | Reus Imperials   | 20        |           |  |                  |                  |       |       |  |
|  |                  |                        |                        |                        | Reus Imperials   | Reus Imperials   | 20        |           |  |                  |                  |       |       |  |
|  |                  |                        | Las Rozas Black Demons | Las Rozas Black Demons | 7                |                  |           |           |  |                  |                  |       |       |  |
|  | #3               | Las Rozas Black Demons | Las Rozas Black Demons | Las Rozas Black Demons | 7                | 16               |           |           |  |                  |                  |       |       |  |
|  | #3               | Las Rozas Black Demons |                        |                        |                  |                  |           |           |  |                  |                  |       |       |  |
|  | #6               | Barcelona Búfals       | 3                      |                        |                  |                  |           |           |  |                  |                  |       |       |  |
|  | #6               | Barcelona Búfals       | 3                      |                        |                  |                  |           |           |  |                  |                  |       |       |  |
|  |                  |                        |                        |                        |                  |                  |           |           |  |                  |                  |       |       |  |

Eliminatorias por el pase a la Serie C
|  | 1ª Eliminatoria | 1ª Eliminatoria  | 1ª Eliminatoria |              |  | Desciende a Serie C | Desciende a Serie C | Desciende a Serie C |              |              | Permanece Serie B | Permanece Serie B | Permanece Serie B |  |
|  |                 |                  |                 |              |  | Desciende a Serie C | Desciende a Serie C | Desciende a Serie C |              |              | Permanece Serie B | Permanece Serie B | Permanece Serie B |  |
|  |                 |                  |                 |              |  |                     |                     |                     |              |              |                   |                   |                   |  |
|  |                 |                  |                 |              |  |                     |                     |                     |              |              |                   |                   |                   |  |
|  | #14             | Cantabria Bisons |                 |              |  |                     |                     |                     |              |              |                   |                   |                   |  |
|  | #14             | Cantabria Bisons |                 |              |  |                     |                     |                     |              |              |                   |                   |                   |  |
|  | #11             | Sueca Ricers     | w/o             |              |  |                     |                     |                     |              |              |                   |                   |                   |  |
|  | #11             | Sueca Ricers     | w/o             | Sueca Ricers |  |                     |                     |                     |              |              |                   |                   |                   |  |
|  |                 |                  |                 |              |  |                     |                     |                     |              |              |                   |                   |                   |  |
|  |                 |                  |                 |              |  |                     |                     |                     |              |              |                   |                   |                   |  |
|  | #11             | Sueca Ricers     |                 |              |  |                     |                     |                     |              |              |                   |                   |                   |  |
|  | #11             | Sueca Ricers     |                 |              |  |                     |                     |                     |              |              |                   |                   |                   |  |
|  | #14             | Cantabria Bisons |                 |              |  |                     |                     |                     |              |              |                   |                   |                   |  |
|  | #14             | Cantabria Bisons |                 |              |  |                     |                     |                     | Sueca Ricers | Sueca Ricers | w/o               |                   |                   |  |
|  |                 |                  |                 |              |  |                     |                     |                     | Sueca Ricers | Sueca Ricers | w/o               |                   |                   |  |
|  |                 |                  | Alicante Sharks |              |  |                     |                     |                     |              |              |                   |                   |                   |  |
|  | #13             | Zaragoza Hornets | 14              |              |  |                     |                     |                     |              |              |                   |                   |                   |  |
|  | #13             | Zaragoza Hornets | 14              |              |  |                     |                     |                     |              |              |                   |                   |                   |  |
|  | #12             | Alicante Sharks  | 19              |              |  |                     |                     |                     |              |              |                   |                   |                   |  |
|  | #12             | Alicante Sharks  | 19              |              |  |                     |                     |                     |              |              |                   |                   |                   |  |
|  |                 |                  |                 |              |  |                     |                     |                     |              |              |                   |                   |                   |  |
|  |                 |                  | Alicante Sharks |              |  |                     |                     |                     |              |              |                   |                   |                   |  |
|  | #12             | Alicante Sharks  | 0               |              |  |                     |                     |                     |              |              |                   |                   |                   |  |
|  | #12             | Alicante Sharks  | 0               |              |  |                     |                     |                     |              |              |                   |                   |                   |  |
|  | #13             | Zaragoza Hornets | 16              |              |  |                     |                     |                     |              |              |                   |                   |                   |  |
|  | #13             | Zaragoza Hornets | 16              |              |  |                     |                     |                     |              |              |                   |                   |                   |  |
|  |                 |                  |                 |              |  |                     |                     |                     |              |              |                   |                   |                   |  |